# Premonition (album Tony’ego MacAlpina)
Premonition – szósty album studyjny amerykańskiego gitarzysty Tony'ego MacAlpine'a. Wydawnictwo ukazało się w 1994 roku nakładem wytwórni muzycznej Shrapnel Records.

## Lista utworów
Opracowano na podstawie materiału źródłowego.
1. "Opus 28 #18" (Chopin) - 0:49
2. "The Violin Song" (MacAlpine) - 6:00
3. "Ghost of Versailles" (MacAlpine) - 4:30
4. "Tower of London" (MacAlpine) - 4:15
5. "Rusalka" (MacAlpine) - 7:15
6. "Rondeau Partita #2" (Bach) - 1:22
7. "Gila Monster" (MacAlpine) - 3:37
8. "The Czar" (MacAlpine) - 5:22
9. "Maestro di Cappella" (MacAlpine) - 4:30
10. "Inflection" (MacAlpine) - 5:13
11. "Opus 28 #3" (Chopin) - 0:53
12. "Animation" (MacAlpine) - 5:05
13. "Winter in Osaka" (MacAlpine) - 4:37

## Twórcy
Opracowano na podstawie materiału źródłowego.

- Tony MacAlpine – gitara, instrumenty klawiszowe, produkcja muzyczna
- Jens Johansson – instrumenty klawiszowe (utwory 2, 10)
- Deen Castronovo – perkusja
- Tony Franklin – gitara basowa
- Steve Fontano – inżynieria dźwięku
- Shawn Morris – inżynieria dźwięku
- Joe Marquez – inżynieria dźwięku
- Arjan MacNamara – inżynieria dźwięku, mastering
- Mark Rennick – overdubbing, miksowanie, mastering
- Mike Varney – producent wykonawczy